# Noëlle Herrenschmidt
Noëlle Herrenschmidt, née le 11 avril 1940 à Quinsac, est une reportrice-aquarelliste française, connue notamment pour ses reportages sur les hôpitaux ou sur les institutions établissant les lois, et pour ses croquis judiciaires dans des procès célèbres.

## Biographie
Elle est née le 11 avril 1940 à Quinsac. Son père, avocat, meurt alors qu’elle a quatre ans. Noëlle Herrenschmidt commence à dessiner en 1971 dans la presse jeunesse du Groupe Bayard, et pour des albums dessinés pour enfants. Elle effectue différents reportages dans les années 1980, notamment à Calcutta sur Mère Teresa, puis à Hong Kong, et au Vietnam en 1990. C’est là qu’elle commence à travailler à l’aquarelle.
Quelques années auparavant, elle réalise des croquis en cours de séances judiciaires à 47 ans, en 1987,  pour le journal La Croix, durant le procès de Klaus Barbie, puis le procès Touvier en 1994. Dans les années 1990, elle crée aussi une trilogie sur la justice  parue chez Albin Michel, avec Carnets du palais, publiés en 1995, Carnets de prisons, publiés en 1997 et Carnets de la Gendarmerie publiés en 1998. À partir de 1997, elle suit de nouveau comme dessinatrice d’audience différents procès historiques : le procès Papon (qui dure 6 mois, à Bordeaux, entre 1997 et 1998), le procès du sang contaminé  en février et mars 1999 devant la Cour de justice de la République pour le volet portant sur les responsabilités politiques, le procès Dumas en 2001, 2002 et janvier 2003, le procès Clearstream en 2011,. Entretemps, en 2003, elle publie L’hôpital, à la vie, à la mort aux Éditions Gallimard,. Dans les années 2010, elle effectue un long reportage dessiné, consacré à l’élaboration des lois et publié sous le titre  Les Coulisses de la loi , qui la mène, à l’Assemblée nationale, au Sénat, au Conseil constitutionnel, au Conseil d’État, à hôtel de Matignon, et au palais de l'Élysée,,,,. Enfin, en 2021/2022, devenue la doyenne de l’Association de la presse judiciaire, elle effectue de nouveau, à 82 ans, parmi une dizaine de confrères dessinateurs admiratifs de son professionnalisme, des croquis d'audience durant le procès des attentats du 13 novembre 2015. C’est le dernier procès historique qu’elle dit couvrir. Elle y assiste et y dessine, équipée d’un sèche-cheveux (pour figer les aquarelles) et d’un gilet noir comprenant 18 poches, pour disposer de tout le matériel requis.